# Hamgyong do Norte
Hamgyong Norte (Hamgyŏng-bukto; 함경 북도; 咸鏡北道) é uma província do nordeste da Coreia do Norte.

## Divisões administrativas
A província de Hamgyong do Norte é dividida em três cidades (si) e doze condados (kun).
1. ↑  «북한지역정보넷». www.cybernk.net. Consultado em 11 de outubro de 2021